# Julia (serie televisiva 2022)
Julia è una serie televisiva statunitense ideata da Daniel Goldfarb e trasmessa da HBO Max a partire dal 2022. La serie è incentrata sulla carriera televisiva della cuoca e scrittrice Julia Child. Nel gennaio 2024 la serie è stata cancellata dopo due stagioni.

## Episodi
| Stagione         | Episodi | Prima TV originale | Prima TV Italia |
| ---------------- | ------- | ------------------ | --------------- |
| Prima stagione   | 8       | 2022               | Inedita         |
| Seconda stagione | 8       | 2023               | Inedita         |

## Personaggi e interpreti

### Personaggi principali
- Julia Child, interpretata da Sarah Lancashire.
- Paul Child, interpretato da David Hyde Pierce.
- Avis DeVoto, interpretata da Bebe Neuwirth.
- Russell Morash, interpretato da Fran Kranz.
- Judith Jones, interpretata da Fiona Glascott.
- Alice Naman, interpretata da Brittany Bradford.

### Personaggi secondari
- P. Albert Duhamel, interpretato da Jefferson Mays.
- Hunter Fox, interpretato da Robert Joy.
- Blanche Knopf, interpretata da Judith Light.
- Virginia Naman, interpretata da Adriane Lenox.
- Isaac, interpretato da Tosin Morohunfolo.
- Simone Beck, interpretata da Isabella Rossellini.
- Marian Morash, interpretata da Erin Neufer.
- John McWilliams, interpretato da  James Cromwell.
- John Updike, interpretato da Bryce Pinkham.
- James Beard, interpretato da Christian Clemenson.
- Betty Friedan, interpretata da Tracee Chimo Pallero.
- Fred Rogers, interpretato da Rob McClure.

## Produzione

### Sviluppo
La serie fu annunciata nel settembre 2019, dopo essere stata approvata da HBO Max. Joan Cusack, prossima a firmare il contratto per interpretare la protagonista, abbandonò lo show prima del marzo 2020, quando Sarah Lancashire fu scelta per interpretare Julia Child. Nello stesso mese fu annunciata la presenza nel cast anche di Tom Hollander, Brittany Bradford, Bebe Neuwirth e Isabella Rossellini.
Il 4 maggio 2022 HBO ha rinnovato la serie per una seconda stagione.

### Riprese
Le riprese dell'episodio pilota iniziarono nel marzo 2020, ma furono interrotte dopo soli tre giorni a causa della pandemia di COVID-19. Le riprese ricominciarono nell'ottobre 2020, con David Hyde Pierce nel ruolo originariamente interpretato da Hollander. Le riprese del primo episodio furono terminate nel gennaio 2021 e, dopo l'approvazione del progetto, i restanti sette episodi furono girati tra febbraio e settembre.

## Distribuzione
I primi tre episodi sono stati trasmessi su HBO Max il 31 marzo 2022 e i restanti cinque sono andati in onda uno a settimana fino al 5 maggio dello stesso anno.
La seconda stagione è stata distribuita a partire dal 16 ottobre 2023.

## Accoglienza
La miniserie è stata accolta positivamente dalla critica. L'aggregatore di recensioni Rotten Tomatoes riporta il 92% di recensioni positive, con un punteggio di 7.8/10 basato su 38 recensioni.